# Itumbiara Airport
Itumbiara Airport är en flygplats i Brasilien.   Den ligger i kommunen Itumbiara och delstaten Goiás, i den sydöstra delen av landet, 300 km söder om huvudstaden Brasília. Itumbiara Airport ligger 498 meter över havet.
Terrängen runt Itumbiara Airport är platt. Närmaste större samhälle är Itumbiara, 2,7 km norr om Itumbiara Airport. 
Runt Itumbiara Airport är det i huvudsak tätbebyggt. Runt Itumbiara Airport är det ganska glesbefolkat, med 22 invånare per kvadratkilometer.